# Kpomé
Kpomé är en ort i Benin. Den ligger i den södra delen av landet, 60 km nordväst om huvudstaden Porto-Novo. Kpomé ligger 123 meter över havet och antalet invånare är 5 254.
Terrängen runt Kpomé är huvudsakligen platt. Kpomé ligger uppe på en höjd. Runt Kpomé är det ganska tätbefolkat, med 129 invånare per kvadratkilometer.. Det finns inga andra samhällen i närheten.
Omgivningarna runt Kpomé är en mosaik av jordbruksmark och naturlig växtlighet.